# Hibbing
Hibbing est une ville américaine située dans le comté de Saint Louis, dans le nord-est du Minnesota. La population de la ville était en 2010 de 16 361 habitants.
La ville a été fondée en 1893 par Franck Hibbing qui avait découvert du fer dans le sol. De nombreux mineurs vinrent s'installer dans la ville pour faire fortune. La population de la ville était de 2 000 habitants en 1900 puis 8 000 en 1910. Entre 1918 et 1922, la ville, appelée alors Alice, fut complètement entourée par la mine à ciel ouvert puis reconstruite quelques kilomètres plus loin et renommée en l'honneur de son fondateur.
Greyhound Lines, entreprise de transport américaine, a été fondée à Hibbing.

## Personnalités liées à la ville
- Bob Dylan, musicien, a vécu son enfance à Hibbing ;
- Jeff Halper, anthropologue et militant pacifiste, est né à Hibbing ;
- Gary Puckett, musicien, est né à Hibbing ;
- Kevin McHale, joueur de basket-ball, est né à Hibbing ;
- Chi Chi LaRue, réalisateur de films pornographiques, est né à Hibbing ;
- Mike Peluso, joueur de hockey sur glace, est né à Hibbing.
- Adam Johnson, Joueur de hockey-sur-glace américain.

## Dans la culture populaire
- L'épisode 15 de la saison 1[1] ainsi que l'épisode 8 de la saison 10 de Supernatural[2] se déroule à Hibbing.